# Federação Francesa de Rugby
A Federação Francesa de Rugby (francês: Fédération Française de Rugby (FFR)) é o órgão que rege o rugby union na França. É responsável pela seleção francesa e pela Liga Nacional de Râguebi, que administra as ligas profissionais do país.

## História
A Federação foi fundada em 1919 e é afiliado ao World Rugby, a entidade governante do esporte.
Em 1934, o FFR criou a Fédération Internationale de Rugby Amateur (FIRA), agora conhecida como Rugby Europe, em uma tentativa de organizar o rugby union fora da autoridade do World Rugby, então conhecido como International Rugby Football Board (IRFB). Incluía as seleções da Itália, França, Espanha, Bélgica, Portugal, Catalunha, Romênia, Holanda e Alemanha.
Após a ocupação alemã, oficiais do FFR intimamente associados com o governo de Vichy fizeram lobby para que certos esportes "não-franceses" fossem proibidos. Entre o final de 1940 e meados de 1942, um esporte semi-profissional e pelo menos seis Federações Francesas de Desportos Amadores foram proibidos e destruídos pelo regime de Vichy. Essas ações foram verificadas independentemente pelo governo francês em 2002.
Em 1978, a Federação tornou-se membro do IRFB, que mais tarde se tornou o International Rugby Board e agora é o World Rugby.